# Diclidurus albus
Diclidurus albus är en däggdjursart som beskrevs av Wied-Neuwied 1820. Diclidurus albus ingår i släktet Diclidurus och familjen frisvansade fladdermöss. IUCN kategoriserar arten globalt som livskraftig.
Inga underarter finns listade i Catalogue of Life. Wilson & Reeder (2005) skiljer mellan två underarter.
Honor är med en genomsnittlig kroppslängd (huvud och bål) av 71,4 mm lite större än hanar som når en längd av cirka 70,4 mm. Pälsen har ett vitaktigt utseende men håren är vid roten grå. Även flygmembranen är gulvit. Arten vikt varierar mellan 17 och 24 g och underarmarnas längd mellan 60 och 70 mm. Huvudet kännetecknas av stora ögon, gulaktiga öron och ett nästan naken ansikte. En hudflik på näsan (blad) som är vanlig hos flera andra fladdermöss saknas. Flygmembranen mellan bakbenen är i mitten längre än de bakre extremiteterna och den är till 2/3 delar täckt med päls. På denna del av flygmembranen finns en körtel som är större hos hanar och som blir större under parningstiden. Däremot saknas säckformiga körtlar på vingarna.
Denna fladdermus lever i Central- och Sydamerika från västra Mexiko till Bolivia, Paraguay och södra Brasilien. Arten hittas även på Trinidad och Tobago. Habitatet utgörs av tropiska regnskogar eller andra fuktiga skogar med klätterväxter. Dessutom besöks jordbruksmark och människans samhällen.
Individerna lever vanligen ensam och jagar flygande insekter. Under fortplantningstiden bildas små flockar. Som viloplats används bland annat den täta växtligheten. Liksom flera andra fladdermöss använder Diclidurus albus ekolokalisering för att hitta sina byten. Parningen sker ofta i januari eller februari men vissa variationer beroende på utbredning förekommer. Honor har bara en kull per år med en unge.